# Expedição 61
Expedição 61  é a 61.ª expedição de longa duração à Estação Espacial Internacional, iniciada dia 3 de outubro de 2019 com a desacoplagem da nave Soyuz MS-12 da estação, levando os integrantes da expedição anterior de volta à Terra. Composta por seis tripulantes, a expedição é comandada pelo astronauta da ESA Luca Parmitano, o terceiro astronauta europeu e primeiro italiano a comandar a ISS; ainda fazem parte dela mais dois cosmonautas russos e dois astronautas norte-americanos. Acabou dia 6 de fevereiro de 2020.

## Tripulação
| Posição             | Tripulante         |                    |
| ------------------- | ------------------ | ------------------ |
| Comandante          | Luca Parmitano     | Luca Parmitano     |
| Engenheiro de voo 1 | Alexandr Skvortsov | Alexandr Skvortsov |
| Engenheiro de voo 2 | Andrew Morgan      | Andrew Morgan      |
| Engenheira de voo 3 | Christina Koch     | Christina Koch     |
| Engenheiro de voo 4 | Oleg Skripochka    | Oleg Skripochka    |
| Engenheira de voo 5 | Jessica Meir       | Jessica Meir       |

## Insígnia
A insígnia da expedição representa o dinâmico e excitante tempo passado dentro da ISS já que ele sempre avança para um futuro ilimitado no espaço. A visão geral do emblema é a da aproximação de uma espaçonave em direção à ISS, vista de seu interior. O Sol é o elemento central e mais proeminente, como fonte da energia e da vida na Terra, da estação e de todo nosso Sistema Solar. Como foco presente dos voos espaciais humanos, a ISS ocupa o centro da insígnia ainda que levemente eclipsando o Sol com sua pequena sombra, lembrando-nos que a exploração humana é apenas uma pequena parte de nossa busca pelo conhecimento do universo.
Quinze dos raios de sol representam os membros originais do programa da Estação Espacial enquanto um décimo-sexto raio é um convite aberto para a colaboração contínua com novos parceiros. Os quatro raios amarelos formam as direções cardeais de um compasso, simbolizando o impulso humano nato para explorar; o anel com os nomes dos tripulantes em volta do emblema parece flutuar e não tem uma direção única, enfatizando a variedade de pontos de vista reunidos em uma equipe internacional unificada sob uma missão. Nove raios se estendem além da borda do anel, para representar as nove missões humanas que enfrentaram a exploração além da órbita baixa da Terra, encorajando-nos a dirigir sem limites para o nosso sistema solar. O número da missão é escrito em algarismos romanos e fundo azul.

## Missão
Durante esta Expedição foram realizadas diversas experiências científicas. Algumas delas são: melhorias no Espectômetro Magnético Alpha, num esforço de aumentar seu ciclo de vida útil para que possa continuar a trabalhar em sua procura de evidências da existência de matéria escura no universo; testes com um colete projetado para proteger os órgãos vitais dos ataques de radiação à medida que se realizam tarefas diárias; operação desde a ISS de um rover de exploração na Terra, como teste para operação à distância de futuras explorações na Lua e em Marte, e estudos para melhor compreensão dos sistemas que compõem as raízes do algodão, para produzir um cultivo de algodão mais robusto no futuro de maneira a oferecer resistência maior a pragas e pestes que assolam este tipo de lavoura.
Duas caminhadas espaciais foram realizadas em outubro, logo nos primeiros dias da missão, pelos astronautas Andrew Morgan e Christina Koch, onde foram trocadas baterias de níquel-hidrogênio por outras mais potentes de lítio-íon, instaladas nas partes mais distantes da extremidade traseira do truss da ISS. Em 18 de outubro, Koch e Jessica Meir realizaram a primeira caminhada espacial exclusivamente feminina na história da ISS, para trocar um controlador de energia que alimenta as baterias no exterior, uma missão de mais de seis horas de duração, e foram congratuladas numa transmissão ao vivo durante a tarefa pelo presidente dos Estados Unidos Donald Trump.

## Galeria
- O comandante Parmitano faz os últimos ajustes nos trajes para a caminhada espacial.
- Astronauta Drew Morgan trabalha no monobook flutuando na estação.
- Koch e Meir realizam a histórica 1.ª caminhada espacial exclusivamente feminina na ISS .
- Donald Trump fala da Casa Branca com Koch e Meir durante a primeira caminhada espacial dupla 100% feminina.